# 藺澄
藺澄（1431年—？），字文濂，河南開封府陽武縣（今屬新鄉市原陽縣）人，明朝政治人物。同進士出身。

## 生平
天順三年（1459年）己卯科河南鄉試第四十四名。成化二年（1466年）丙戌科會試第二百十七名，殿試登進士第三甲第二百二十四名。

## 家族
曾祖藺思忠。祖父藺芳。父亲藺榮。